# Bataille de Ramla (1101)
Pour les articles homonymes, voir Bataille de Ramla.
Première Croisade
Batailles
- Arsouf
- Mélitène
- Croisades de secours
- Ramla (1er)
- Ramla (2e)
- Tripoli
- Harran
- Artah
- Ramla (3e)
- Croisade norvégienne
- Sidon
- Champ du Sang
- Hab
- Azâz
- Ba'rin
- Shaizar
- Édesse

La bataille de Ramla de 1101, souvent appelée première bataille de Ramla, s'est déroulée le 7 septembre 1101.
260 chevaliers et 900 fantassins du Royaume de Jérusalem, commandés par le roi Baudouin, mettent en déroute une armée fatimide dix fois supérieure en nombre tout en perdant eux-mêmes un tiers de leurs effectifs.